# Pavel Dõmov
Pavel Dõmov (sinh 31 tháng 12 năm 1993) là một cầu thủ bóng đá Estonia thi đấu ở vị trí tiền vệ cho câu lạc bộ Meistriliiga FCI Tallinn và đội tuyển quốc gia Estonia.

## Sự nghiệp quốc tế
Dõmov bắt đầu sự nghiệp trẻ quốc gia năm 2011 với đội U-19 Estonia. Anh ra mắt quốc tế cho Estonia ngày 19 tháng 11 năm 2016, trong trận hòa 1–1 trước Saint Kitts và Nevis trong trận giao hữu.

## Danh hiệu

### Câu lạc bộ
Infonet
- Meistriliiga: 2016
- Cúp bóng đá Estonia: 2016–17
- Siêu cúp bóng đá Estonia: 2017